# 箒川鉄橋列車転落事故
箒川鉄橋列車転落事故（ほうきがわてっきょうれっしゃてんらくじこ）は、1899年（明治32年）10月7日に発生した列車脱線事故である。東北本線の矢板駅 - 野崎駅間にある箒川鉄橋を通過中の列車が突風に煽られて連結器が外れ、貨車（貨物緩急車）1両と客車7両の合計8両が折からの豪雨によって増水した箒川の流れに転落して死者19人、負傷者38人の被害を出した。明治時代における最悪の列車事故として歴史に残っている。

## 事故の経緯

### 事故発生前
東北本線は、当初は日本鉄道株式会社の経営する私鉄路線であった。1883年（明治16年）7月28日に上野 - 大宮間（この時点では大宮駅は未開業）が開通してから路線を順次北へ延伸していき、1886年（明治19年）10月1日には宇都宮 - 那須（現：西那須野）間が開通した。全線が完成して青森まで開通したのは、1891年（明治24年）9月1日であった。
矢板駅は宇都宮 - 那須間開通と同時に開業した。矢板駅と1897年（明治30年）2月25日に開業した野崎駅の間には、箒川が流れていた。箒川は延長47.6キロメートルの一級河川で那珂川水系に属し、大佐飛山地南西部の白倉山（しらくらやま、標高1,460メートル）付近を源流として那須野が原扇状地を東南に流れ、最後は那珂川に合流する河川である。
当時の箒川鉄橋は、全長約319メートル、川床からの高さが約6メートル、橋桁（プレート・ガーダー）14連で構成されていた。この付近の地形は、南側に松原山丘陵、北側には那須野が原扇状地の緩やかに傾斜した丘陵原があり、このあたりでの箒川の流れはかなりの急流となっていた。この付近の鉄道は下り列車が矢板駅方に設けられている針生トンネルを抜けて松原山丘陵を切通しで通過するとすぐに視界が開けて箒川の鉄橋にさしかかる状態であった。このような地形条件によって箒川鉄橋上は風の通り道となっていて強風に遭いやすい状態であり、とりわけ冬季においては西北からの季節風を強く受けることで知られていた。

### 事故当日

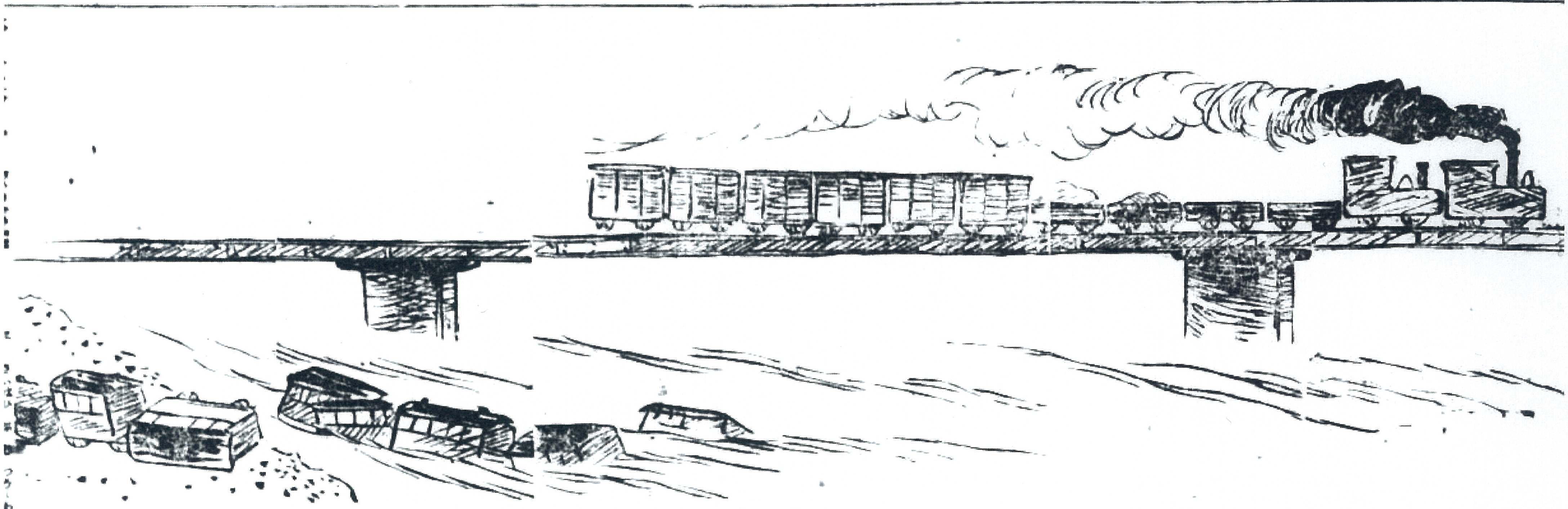
明治32年10月9日付東京朝日新聞に載った事故の様子を説明するイラスト

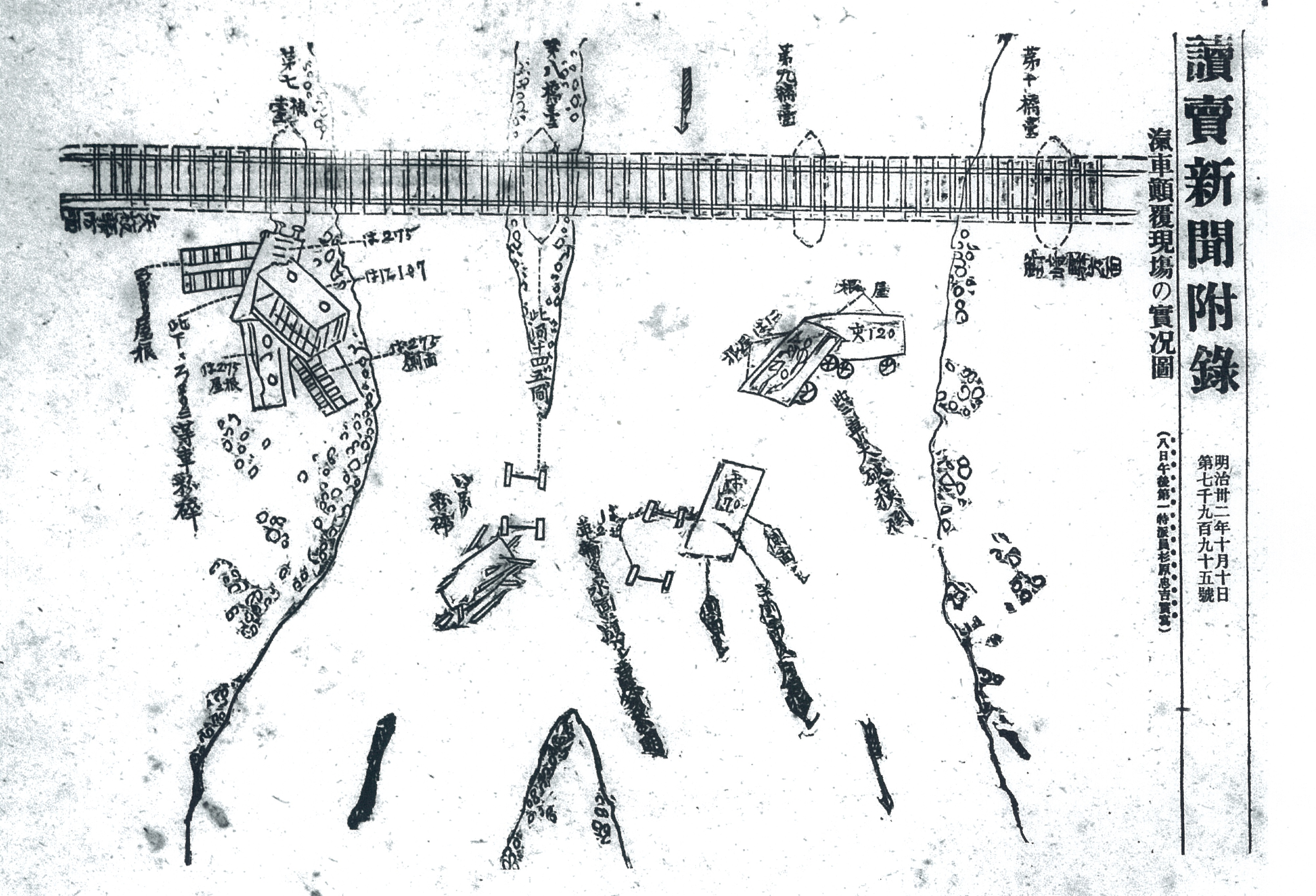
明治32年10月10日付読売新聞による現場実況図

事故発生当日の1899年（明治32年）10月7日、この日は南方洋上で発生した台風が本州に接近していた。福島行きの第375列車は11時に上野駅を発車し、特段台風の影響を受けてはいなかったものの対向列車との行き違いの関係で約50分遅れで宇都宮に到着した。このとき宇都宮で観測された風速は9メートルだったため、第375列車は運転を続けた。第375列車の後部車掌が証言したところによると、矢板駅を発車したのは16時40分頃であった。
矢板駅発車後、第375列車は箒川鉄橋にさしかかった。渡り始めたところで北西からの突風が列車の左側面に吹きつけ、機関士が後方を見たところ、8両目に連結していた無蓋貨車のシートが強風に煽られて吹き飛ばされかけていた。続いて1等客車の車体が急激に右方向に張り出したのを目視して、警笛を吹鳴し機関車のブレーキをかけた。機関士はその際に強い衝撃を感じたといい、後にこの時に貨物緩急車の連結器が切断したと思うと証言している。
第375列車は混合列車で、機関車2両、貨車11両、その後に客車（4輪単車）7両を連結していた。編成は、次のとおりであった。
牽引機関車（イギリス・ベイヤー・ピーコック社製テンダー機関車）1両 - 回送機関車（イギリス製タンク機関車）1両 - 空貨車3両 - 積貨車7両 - 貨物緩急車（亥120） - 3等緩急車（ハ28） - 3等客車（ハ179） - 3等客車（ハ249） - 1等客車（イ3） - 2等客車（ロ17） - 3等客車（ハ275） - 3等緩急車（ハニ107） （太字体の車両が転落車両）
転落した車両は、以下の通りの状況であった。

- 亥120 - 第9号橋脚の傍らに転落横転し大破。
- ハ28 - 亥120とほぼ同じ状態でその横に横転大破。
- ハ179 - 屋根が吹っ飛び車体下部構造は河底に埋没。
- ハ249 - 第8号橋脚の約27メートル下流に流される。屋根を残しその他粉砕。
- イ3 - 第7、8号橋脚の中間から最初に転落。25メートル下流に車体下部構造、さらに18メートル先に屋根を残しその他粉砕。
- ロ17 - 第7号橋脚の傍らの中州の上で圧壊。
- ハ275 - 第7号橋脚の少し先に転落、3ブロックに大破。
- ハニ107 - 前車（ハ275）の上に転落し、大破。

事故当日の箒川は平時に比べて1メートルほど増水していて、貨車1両と客車7両は急流の中に転落し、木造の客車は破損がひどかった。転落を免れた機関車2両と貨車10両は、機関車1両のみのブレーキではあまり効かずに鉄橋から140メートルほど進行した地点でようやく停車し、その時刻は17時頃だったと伝わる。第375列車の機関手は機関助手に後を任せて野崎駅に走り、事故の一報を伝えた。この事態を知った野崎駅長は矢板駅あてに電報を打ったが、暴風のために混線していて17時20分頃にやっと架電できた。
第375列車の後部車掌は事故で負傷していたが矢板駅まで約3.5キロメートルの道のりを走り抜き、矢板駅長に事故の詳細を報告した。通信網が未発達な時代のため、矢板駅から宇都宮駅に連絡し、さらに宇都宮駅から日本鉄道本社に事故の知らせが伝えられた。
なお、10月9日になって中央気象台から発表された事故発生当日（10月7日）の気象状況は、以下のとおりであった。
南方洋上で発生した台風は、10月7日早朝には四国沖を北東に進み、その日正午に遠州灘を過ぎて4時10分に伊豆半島を横断し、その後相模灘に抜けた。このときの伊豆半島南端の長津呂測候所では、約952.6ヘクトパスカルという極めて低い気圧を観測していた。台風はさらに横須賀の南方から東京湾を北上する経路を進み、15時20分に東京 - 千葉間に上陸した。16時には銚子の北から鹿島灘に抜けて速度を増し、同日22時に浦河付近から北海道に上陸した
。
この台風の主要都市における最低気圧と最大風速は、次の表のとおりである。なお、時刻は最低気圧を記録した時刻である。
| 地名            | 高知  | 和歌山 | 津    | 横須賀 | 布良  | 銚子  | 宇都宮 | 福島  |
| --------------- | ----- | ------ | ----- | ------ | ----- | ----- | ------ | ----- |
| 時刻            | 8:00  | 10:00  | 11:00 | 15:00  | 15:00 | 16:00 | 16:00  | 16:00 |
| 最低気圧（hp）  | 989.6 | 989.3  | 963.5 | 955.8  | 961.3 | 963.2 | 974.7  | 976.8 |
| 最大風速（m/s） | N27   | NW14   | N23   | SE23   | SE54  | N53   | NW9    | NW18  |

この気象状況について、『続 事故の鉄道史』（1995年）で第375列車の事故について取り上げた佐々木冨泰は宇都宮の風速が意外に低いことと、その観測時刻が第375列車の発車時刻にほぼ一致していることの2点を指摘し、「駅長、機関手ともに台風をあまり気にせず出発したことがわかる」と記述している。網谷りょういちも『日本の鉄道碑』（2005年）で同事故を取り上げ、宇都宮で観測された風速の件について「宇都宮駅で列車を抑止する理由はなく、同駅の過失はない」としている。ただし網谷は事故現場付近の地形について言及し、「溝のようになって風の通り路となっている箒川橋梁が、ある一定の方角から風が吹いた時に、限界値以上の風が生じたのだろう」と推定している。

### 救助作業と復旧活動
事故の連絡を受けた宇都宮駅長は、鉄道嘱託医の神野勇三郎（宇都宮市神野病院長）に現地への出動を依頼した。神野病院の医局員全員と25名の看護婦、さらに赤十字社栃木支部と県立宇都宮病院からの人員で結成された救護班に復旧要員（駅員20名、保線係員40名）を加えた一行は、駅助役に引率されて宇都宮駅20時00分発の救援列車で現地に出発した。その他に大田原などから開業医が事故現場に駆けつけ、宇都宮駅からの救護班よりも早く遭難者の治療にあたった。
事故の連絡を受けた日本鉄道本社は、技術長毛利重輔以下の社員十数名と作業員70名ほどを現地に派遣することを決め、順天堂病院にも救援を依頼した。順天堂病院ではこの依頼を受けて、院長佐藤進自身と医師5名、看護婦13名が同行することになった。日本鉄道本社からの人員と順天堂病院からの救護班を乗せた救援列車は、23時に上野駅を出発した。救援列車には復旧機材と治療用の薬品の他、毛布150枚、フランネル着物150枚、袷100枚、メリヤスシャツ100枚及び食料が積載されたという記録が残されている。
西那須野駅からは事故の一報を受けて野崎駅までトロッコで向かうことになり、西那須野町の医師樋谷松三郎に同行を依頼した。矢板方向にあたる箒川の右岸では多くの医師や看護婦が遭難者の救護に当たったが、暴風雨のため箒川橋梁を渡れなかったため、左岸の野崎駅側に引き上げられた人々にとって樋谷の来診は大きな救いであった。
上野駅からの救援列車は、事故翌日の10月8日未明3時30分に宇都宮駅に到着した。順天堂病院からの人員は2班に分かれて佐藤院長が率いる班は宇都宮で下車して神野病院で入院中の患者を診療後に待機し、副院長佐藤恒久の率いる班は現地へと向かうことになった。宇都宮駅に待機した佐藤院長の班は、早朝に駅の1、2等待合室で負傷者28名に応急の手当を行い、入院加療の必要ありと診断した負傷者を神野病院に送った。その後こちらの班も現地へ向かい遺体5体の他に負傷者がいないことを確認して宇都宮に引き返して1泊し、10月9日には再度神野病院と県立宇都宮病院で負傷者の治療に当たった。その後一行は16時発の上り列車で東京に戻っている。
第375列車には、埼玉県警察の巡査加藤政之（入間郡坂戸警察分署勤務）がたまたま乗車していた。加藤は宮城県名取郡秋穂村の出身で、父の病気見舞いのために休暇を取って郷里に向かう途上であった。事故に遭遇して加藤自身も負傷したが、濁流に飲み込まれかけた他の乗客の救助を敢行して7、8人を助け上げた。埼玉県は、加藤の勇気を称えて10月10日付で見舞金を贈呈した。その内訳は埼玉県知事正親町実正から15円、埼玉県警察部長山田幹より5円、警察職員一同から50円であった。さらに加藤は同日付で2号俸昇給し、5級俸に格付けされている。
現地の消防組は、事故発生を知ると箒川まで駆けつけたが激しい風雨のために橋上の通過ができず、中州にいる負傷者を救助に赴くことができなかった。消防組の人々は縄とはしご、そして鳶口を用いて救助作業を開始し、死者を含めて30余名の重軽傷者を救助した。この時期は自治体単位の消防組織のない時代だったため、消防組は村または村の大字単位で青壮年が加わって組織されていた。この事故で出動したのは、矢板、三島、蓮葉、石上、針生、土屋、山田からの消防組であった。救助作業終了後、消防組は引き続き転落車両の撤去作業に協力することになった。
現場の復旧作業は、列車の脱線で損傷した枕木の取り換え作業が主体だったため迅速に進捗し、事故翌日の10月8日9時には試運転機関車が走行して開通した。事故発生後野崎駅で停車させられていた第375列車も、同じく9時に福島へ向けて発車している。
天候が回復し、箒川の増水も治まってきた10月9日早朝から、転落車両の撤去作業が開始された。鉄橋から転落した客車は木製のため大破し、箒川の急流に巻き込まれて流されていた。中州に落ちた車両などは破砕した上で鉄橋上に引き上げ、無蓋貨車に積載して野崎駅まで運搬した。当時はクレーン車など存在しないため、作業は全て人力に頼ることになった。このときの作業工程は杉丸太を2本用意して鉄橋に固定し、休憩用の長椅子の両端にロープを縛り付けてバケット代わりに使った。鉄橋上には滑車を取り付け、杉丸太をガイドレール代わりに使って、長椅子に廃材を括り付けて運搬したという。この作業は、10月10日の夕刻に終了した。

### 日本鉄道本社の対応と被害者数の確定
事故発生を受けて日本鉄道本社は10月8日に次のような広告を新聞に掲載し、各駅にも掲示した。 

広告

昨七日矢板野崎間母来川橋梁ニ於テ旅客列車顛落ニ付被害者御親族ニテ同地ニ赴カルゝ向ハ停車場ニ御申出有之候ヘバ無賃乗車証御交付可致候也

社内向けには社長曾我祐準名義で、臨時列車を発しての救護に必要な人員の送付や被害者の取り扱いについての心得などの指示を発した。さらに曾我は10月9日、上野駅5時発の1番列車で宇都宮に向かい、神野病院と県立宇都宮病院に入院中の負傷者を見舞い、缶入りビスケットを見舞いの品として贈っている。続いて曾我は14時40分宇都宮駅発の列車で野崎駅に向かい、事故現場を視察した。このときは、転落して粉砕した状態の車体がまだそのままになっていた。その晩、宇都宮駅20時発の上り最終列車で、先に現場に出張してきていた久保運輸課長とともに帰京している。
日本鉄道本社は、箒川の激流に流されて行方不明になった乗客の存在が推定されたため第375列車の乗客総数について調査をした。各駅での切符発売状況を調査した上で総数を62名と算出したが、乗客が官設鉄道や甲武鉄道などの連帯切符を所持していることも考えられたため、この人数は確定の数字ではなかった（実際、死者のうち1人は神戸 - 青森間の2等切符を所持しているという事実があった）。
事故で犠牲となった人の遺体は、翌日8日に現場から約20キロメートル下流の湯津上村佐良土で1名、箒川が那珂川と合流した後の小川村で1名、さらに下流の烏山町で2名が発見され、同日夜までに17名の遺体が発見された。箒川に流された人で未発見の遺体があると推定されたため、10日の朝から数日間かけて栃木県警察部保安課長の指揮によって警官や消防組など70数名を3班に分けて動員し、箒川及び那珂川の両岸や河川中を徹底的に捜索した。この捜索では遺留品が数多く収集されたものの、結局遺体は発見されなかった。事故について栃木県警察部は、以下のような公告を発している。

本月七日午前11時上野発福島行下り汽車矢板野崎両駅間箒川鉄橋上に於いて河中に転落其溺死者追々発見候に付心当りの者は現場に就き又は矢板警察署へ申出て実見すべし

この事故での最終的な死傷者数は、『日本鉄道株式会社沿革史』という資料によると「死者20名負傷者45名」と記述されている。ただし、佐々木冨泰は『続 事故の鉄道史』14頁で1931年（昭和6年）の33回忌に建立された慰霊の石塔婆に刻まれた故人の氏名や事故直後の11月に発行された『風俗画報』という雑誌の増刊『各地災害図会』に掲載された遭難者の住所氏名の記述をもとに、この死傷者数について疑問を呈している。
なお、『各地災害図会』によると死傷者数は次のとおりとなる。
|  | 収容時にすでに死亡 | 収容後死亡 | 死亡者合計 | 重傷者 | 軽傷者 | 負傷者合計 | 遭難者数合計 |
|  | ------------------ | ---------- | ---------- | ------ | ------ | ---------- | ------------ |
|  | 16名               | 3名        | 19名       | 6名    | 30名   | 36名       | 55名         |

### 事故後の供養と石碑の建立
10月10日、箒川鉄橋北詰の河原において付近の住民による供養が執り行われた。ささやかな角塔婆に野の花が手向けられ、僧侶の読経と老婆たちによるご詠歌の詠唱が河原に流れた。供養中に風が吹き始めてろうそくの火が消えかけたため、こうもり傘を広げて風を遮ったと伝えられている。
初七日の法要は、10日の住民たちによる供養と同じ場所で日本鉄道本社の主催により10月13日に執り行われた。法要は東京・芝の浄土宗大本山増上寺大僧正山下現有、深川の霊巌寺住職神谷大周を始めとして僧侶58人の他に宇都宮、矢板、野崎など近在の各寺院の僧侶が加わった。法要には遺族や遭難者に続いて、神野病院長や県立宇都宮病院長、消防組の人々や救助に当たった付近住民などが参列し、その数は1万人に及んだと当時の新聞は報道している。

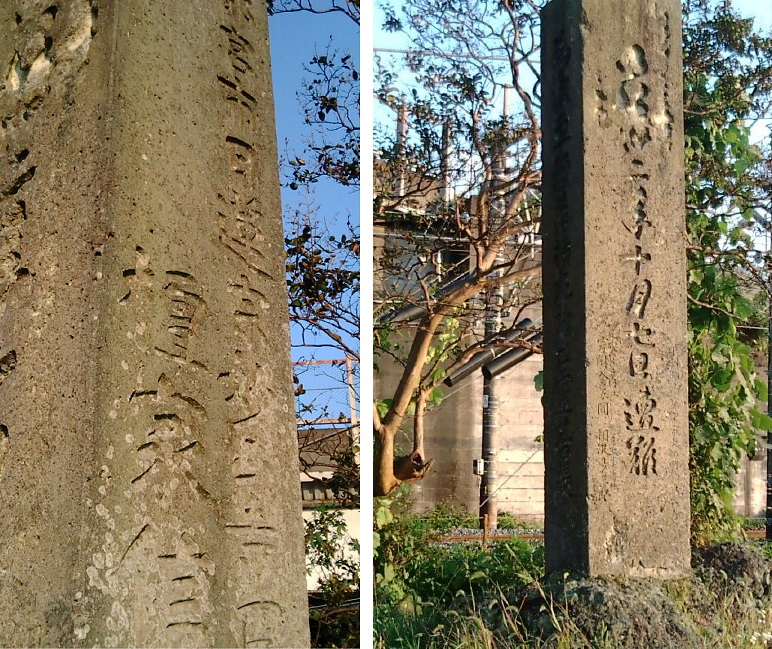
「...日蓮宗妙正寺...」。線路側から見た背面には「...三十二年十月七日遭難」とある。2008年10月撮影。

事故の直後、慰霊碑を建立しようとの声が地元の人々から上がった。宇都宮市の日蓮宗妙正寺の檀家信徒が中心となって計画が進み、1周忌に合わせて高さ3メートルほどにもなる石塔婆が建立された。1900年（明治33年）10月7日の1周忌法要は妙正寺によって執り行われ、慰霊碑への入魂式も実施された。この慰霊碑は現存し、下り方面列車に乗って箒川鉄橋を渡った直後に左側の視界に入る。線路側から見た正面には「南無妙法蓮華経」、右側には「為汽車顛落横死諸亡霊」、左側には「宇都宮市日蓮宗妙正寺四十五世日興檀家信徒有志中」と深く刻まれている。慰霊碑は長年の風雪によって風化が進み一部に欠落が見られるものの、網谷りょういちは『日本の鉄道碑』の225頁で「判読不能の字は出ていない」と記述している。

### 補償と裁判
日本鉄道本社では10月16日に重役会議を開き、事故概況の報告を行い、次のような決議を採択した。

一 死亡者の遺族へは金五百円を贈与する事
一 負傷者は軽重に依り一人に付金三百円以下を贈与する事

日本鉄道本社の決議については、負傷者の1人田代善吉宛の書面が2通残されている。田代はこの事故で重傷を負い、県立宇都宮病院に40日間入院後に退院していた。1通は社長曾我祐準の名義、もう1通は日本鉄道社員一同の名義である。このとき田代には曾我名義で金70円、社員一同から金35円が贈られた。
この決議によって被害者に対する補償問題については一区切りがついたが、その後裁判が起こされた。最初に裁判を起こしたのは、福島県選出の代議士菅野善右衛門であった。菅野は当時25歳の息子·文治をこの事故によって失っていた。事故の1か月ほど後の11月20日に第14回帝国議会が招集され、衆議院本会議で菅野はこの事故について質問した。その論点は、暴風雨にもかかわらず汽車を運行したことと、鉄橋の構造に不備があって転落防止に関する対策がなされていないということの2点であった。
菅野の質問については、翌年1月18日の本会議で逓信大臣子爵芳川顕正から衆議院議長片岡健吉に宛てて『衆議院議員菅野善右衛門君の鉄道に関する質問に対する答弁書』という形の書面が提出されている。ただし芳川大臣からの書面は読み上げられているが、その書面の基となった『監査委員復命書要領』は読み上げられず、討論も実施されなかった。
答弁書の概略は、1 橋梁は「デック式」で軌道の両側に桁溝はないが馬入川（相模川）、安倍川、浜名湖、矢作川など各所で同じ形式のものが使用されている。 2 運転速度は時速53キロメートルと推定され、列車の停止位置から見て過大であったとは考えられない。 3 事故当日16時20分に宇都宮測候所で観測された風速は毎秒9.4メートルとなっているが、事故現場近くでは野崎駅の遠地信号機が根元から倒壊していることから推参して49メートルをくだらない強風が吹き荒れていたと思われる。 4 結論は「よって猛烈なる風力に起因するものと推定するの外なきものと認む」というものであった。 
菅野にとって、この答弁書の内容は到底満足できるものではなかった。菅野は事故の責任追及のため慰謝料請求（3万円）の民事訴訟を2月20日に東京地方裁判所に提起した。この裁判で日本鉄道側は、当日の気象状況は不安定であったが箒川鉄橋上で列車転落事故が起きるような強風が起きることは予見できなかったと主張している。
7月7日、東京地方裁判所は菅野の主張を認めて勝訴の判決を出した。判決は日本鉄道の責任について言及し、「全国的に暴風警報が出されており、こういう時には、駅長も車掌も相談して発車を見合わせ、また列車運行に危険があれば徐行、もしくは停車の措置をとるべきなのに、被告会社の社員はそれをしなかったのは怠慢である」として慰謝料の支払いを命じた。
9月14日、日本鉄道は判決を不服として東京控訴院に控訴の手続きを取った。控訴審の審理は判決までに4年以上の時間がかかり、その間に他の遺族や負傷者本人から多数の慰謝料請求の訴えが起こされ、その人数は計36名に及んだ。これは菅野の起こした裁判の東京地裁判決を見たことによるものであった。
東京控訴院は、1904年（明治37年）12月10日に日本鉄道逆転勝訴の判決を出した。菅野は当然大審院に上告し、1905年（明治38年）5月8日に大審院は「原判決を破棄し本件を宮城控訴院に移す」と判決した。1906年（明治39年）2月28日の宮城控訴院での判決は、「被控訴人（最先原告）の請求は之を棄却し訴訟費用は被控訴人の負担とする」という菅野敗訴という結果であった。日本鉄道では菅野との訴訟の結果をもとに他の訴訟を起こした原告たちを話し合って示談が成立したとされるが、内容の詳細については不明である。

### その後
菅野との訴訟が終了した後、1906年（明治39年）3月31日に「鉄道国有法」（法律第十七号）が公布された。このため、日本鉄道は岩越鉄道とともに同年11月1日に国に買収された。
1931年（昭和6年）10月4日、現地において下野史談会が主催し、宇都宮慈善会などの僧侶が参加して33回忌の法要が執り行われた。下野史談会は被害者の1人、田代善吉が会長となって結成された組織で、郷土の歴史や民俗の研究などを行う集まりであった。事故後の田代は小学校の訓導となって学童の教育に努めたが、事故生存者の1人として列車転落事故を語り継ぎたいという思いと死者の冥福を願う気持ちには強いものがあった。このときにもう1基の石塔婆が建立された。設置場所は箒川の左岸にあたる国道4号線の跨線橋北側で、碑の正面は線路に面している。この碑の建立費の多くは、国鉄職員の浄財によるといわれる。碑の正面に刻まれた「田代黒瀧」という名は、田代善吉の号である。
田代善吉の没後、事故犠牲者の供養は息子の博によって引き継がれた。博は1964年（昭和39年）の66回忌、1973年（昭和48年）の75回忌に「下野史談」特別号を発行した。1989年（平成元年）10月7日に90回忌の法要が執り行われ、この様子はNHKのテレビニュースでも取り上げられた。90回忌法要のとき、博は82歳になっていた。そして2年後の11月3日に博は死去した。死去当日は下野史談会の巡研の日であったが、博は体調不良のため参加を断念したところであった。
なお、箒川鉄橋では1950年（昭和25年）にも列車転落事故が発生している。この年の1月10日、全国的に午後から北西の季節風が翌日未明まで吹き荒れた。23時過ぎに箒川鉄橋を通りかかった下り貨物列車が、強風に煽られて最後部の貨車1両が分離し脱線転落した。この事故では死傷者は記録されていないが、風速は毎秒25メートル前後であったとの推定がなされた。